# Cynometra beddomei

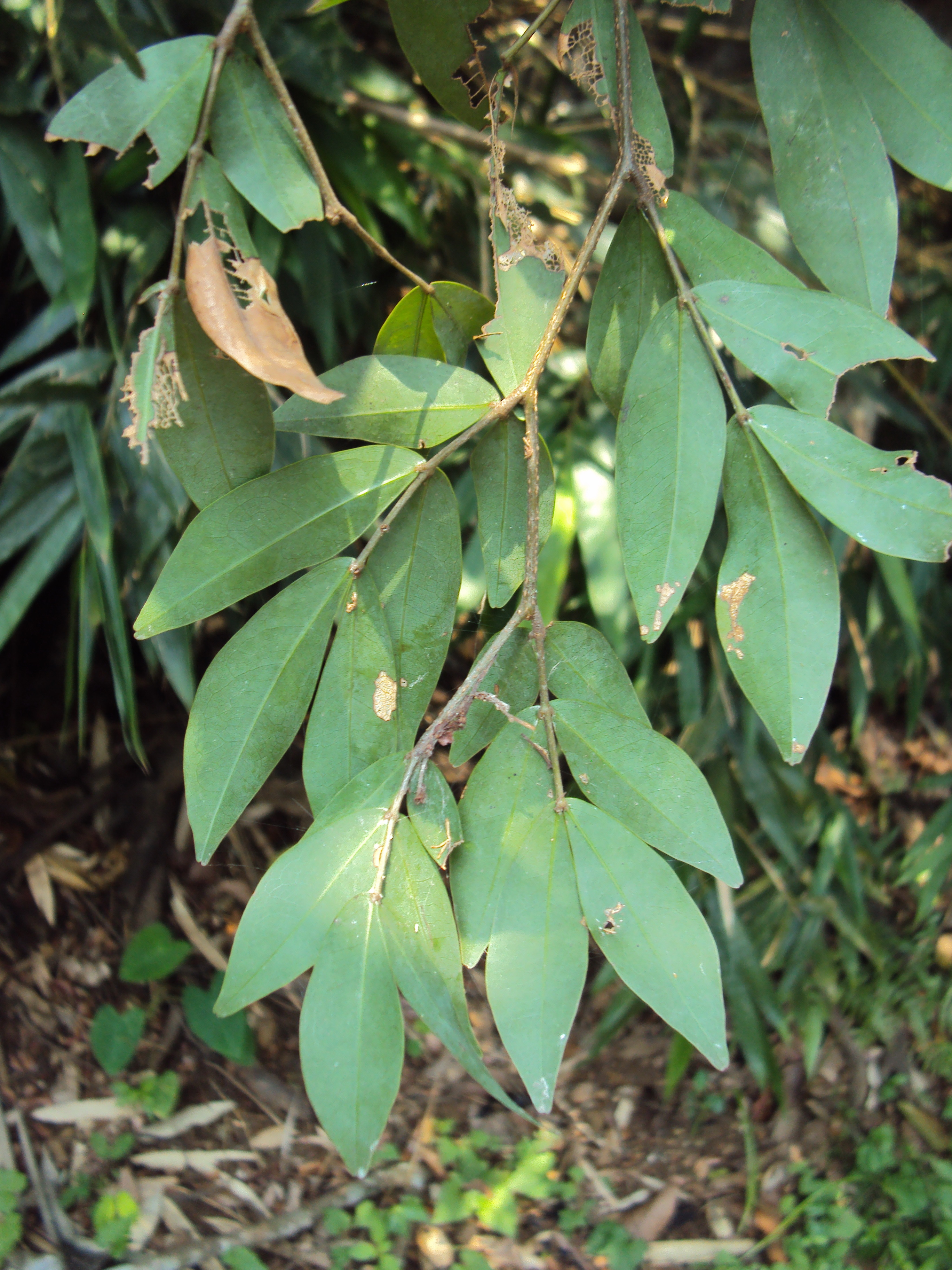
Blätter

Cynometra beddomei ist eine vom Aussterben bedrohte Pflanzenart aus der Unterfamilie der Johannisbrotgewächse innerhalb der Familie der Hülsenfrüchtler. Sie galt zwischen 1870 und 1998 als ausgestorben.

## Merkmale
Cynometra beddomei ist ein Baum, der eine Höhe von 20 m erreicht. Die Laubblätter waren paarig gefiedert. Sie sind 2,5 bis 3,5 Zentimeter lang und 1 bis 1,5 Zentimeter breit. Die Nebenblätter sind früh abfallend. Die Fiederblättchen sind dreipaarig angeordnet, wobei das untere Paar kleiner ist. Der Blattrand ist elliptisch-eiförmig mit asymmetrischen Seiten. Die Blattspitze ist stumpf mit einem flachen Einschnitt. Die Blattbasis ist keilförmig und an der schmaleren Seite des Blattes etwas abgeschrägt. Die Mittelrippe ist an der Blattoberseite hervorstehend. Es gibt 13 bis 16 Paare von sekundären Blattadern. Die tertiären Blattadern sind nahe der Mitte verästelt. Der Blütenstand ist achselständig. Die kugelförmige Hülsenfrucht ist 1,3 Zentimeter lang und hatte einen vertikalen Einschnitt. Sie ist einsamig.

## Verbreitung und Lebensraum
Cynometra beddomei ist in den Westghats im indischen Bundesstaat Kerala endemisch. Fundorte waren im westlichen Teil der Agasthyamalai-Region in den südlichen Westghats sowie in den Distrikten Wayanad und Kodagu in den zentralen Westghats. Die Art kommt entlang von fließenden Gewässern in immergrünen Wäldern in Höhenlagen zwischen 500 und 800 m vor.

## Taxonomie
Cynometra beddomei wurde 1897 von David Prain in Journal of the Asiatic Society of Bengal. Part 2. Natural History Band 66 Seite 478 erstbeschrieben. Entdecker der Art ist Richard Henry Beddome (1830–1911).

## Status
Nach mehreren vergeblichen Suchen wurde die Art 1998 von einem Team des Kerala Forest Research Institute (KFRI) in einigen Örtlichkeiten in Kerala, darunter Thiruvananthapuram und Wayanad, wiederentdeckt. Der Primärwald wurde weitgehend durch forstwirtschaftliche Pflanzungen ersetzt. 